# EconGas
Die EconGas GmbH war die gemeinsame Gashandelstochter von OMV, EVN, WIEN ENERGIE und Energie Burgenland und firmiert heute unter dem Namen „OMV Gas Marketing & Trading GmbH“. EconGas war auf den Erdgas-Direktverkauf an europäische Geschäftskunden, an europäische Großhändler und auf den Handel mit Erdgas an internationalen Handelsplätzen spezialisiert. Nach der vollständigen Übernahme der EconGas durch die OMV im Mai 2016 wurde das Geschäft der EconGas vollständig in den OMV-Konzern integriert. Die OMV Gas Marketing & Trading GmbH tritt unter der neu geschaffenen Marke „OMV GAS“ auf, welche die Flexibilität und den Servicelevel der EconGas mit dem internationalen Know-how und der Finanzstärke der OMV verbinden soll.

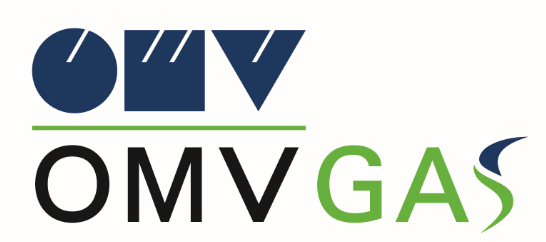
Logo für den Markenauftritt der OMV Gas Marketing & Trading GmbH

## Geschichte
Am 1. Oktober 2002 erfolgte eine vollständige Liberalisierung des österreichischen Erdgasmarktes. EconGas wurde am 18. Dezember 2002 von sechs großen österreichischen Erdgasunternehmen gegründet. Im Jänner 2003 begann die Aufnahme der operativen Tätigkeiten ausgehend vom Firmensitz im Wiener ARES Tower und vom Standort Linz. Am 17. Juli 2003 entstand ein erstes europäisches Gas-Release-Programm (GRP) und im Juli 2004 ein zweites Gas-Release-Programm. 2004 erfolgte eine Definition der langfristigen Strategie sowie Implementierung der BSC und Diversifikation des Beschaffungsportfolios. 2005 begann die Umsetzung der Internationalisierung, und die Gründung von Tochtergesellschaften in Italien (Juni) und Deutschland (November). Im Juli 2005 entstand ein drittes Gas-Release-Programm und im Juli 2006 ein viertes Gas-Release-Programm. 2007 erfolgte die Gründung der Tochtergesellschaft in Ungarn (Jänner), außerdem folgte ein fünftes Gas-Release-Programm, eine Erweiterung des Trading durch Registrierung am Zeebrugge Hub, am Title Transfer Facility (TTF) sowie die Registrierung am virtuellen Handelspunkt der E.ON Gastransport (EGT). Im Dezember 2007 war ein Vertragsabschluss mit dem Gate-Terminal in Rotterdam. 2008 entstand ein sechstes Gas-Release-Programm, es folgte eine Registrierung an der European Energy Exchange (EEX) und der European Energy Derivatives Exchange (ENDEX). Im Juni 2009 folgte ein siebentes Gas-Release-Programm. Jänner 2009 gab es eine erfolgreiche Bewältigung des 13-tägigen Totalausfalls russischer Erdgaslieferungen. Außerdem erfolgte ein Empfang der ersten LNG-Lieferung durch die EconGas Italia S.r.l. im Hafen von La Spezia. Im Oktober 2009 war die Aufnahme von Trading-Aktivitäten am britischen National Balancing Point (NBP) und am französischen Point d'Èchange de Gaz sowie eine Registrierung am deutschen Gaspool und APC Gas UK. 2009 war der größte Erdgasabsatz der Unternehmensgeschichte. 2010 stieg der Auslandsanteil von 36 auf 50 Prozent. 2010 erfolgte eine Registrierung an der britischen Intercontinental Exchange (ICE) und am neu eröffneten Hungarian Gas Balancing Point. 2011 gab es ein Engagement am neu eröffneten Futures Handel der CEGH Gas Exchange der Wiener Börse. Am 23. Oktober 2015 verkündete die OMV, dass sie die Anteile der anderen Gesellschafter kaufen werde und somit alleiniger Eigentümer der EconGas wird. Mit Seit dem Closing im Mai 2016 ist OMV alleiniger Eigentümer der EconGas GmbH.

## Geschäftsbereiche
Das Kerngeschäft der EconGas gliedert sich in zwei Geschäftsbereiche, Erdgasverkauf an Großkunden und Weiterverteiler mit einem Jahresverbrauch ab 500.000 Kubikmeter sowie Trading.

### Trading
Neben dem Direktverkauf war die EconGas auch im Handel mit Erdgas mit anderen Energieunternehmen ein Geschäftsfeld der EconGas tätig. Das Unternehmen kaufte und verkaufte Erdgaskontingente von und an Handelspartner aus unterschiedlichen Ländern. Der Handel an verschiedenen europäischen Trading-Punkten erfüllte sowohl eine Beschaffungs- als auch eine Absatzfunktion. Zusätzlich hat die EconGas in den Jahren 2003 bis 2009 insgesamt sieben sogenannte Gas-Release-Programme (GRP) abgewickelt. Dabei handelt es sich um die Internet-Versteigerung von Erdgasmengen (mindestens 250 Millionen Kubikmeter), die über den OMV-Erdgasknotenpunkt Baumgarten, Niederösterreich ausgeliefert wurden. 2009 wurde das siebente GRP durchgeführt. Neben Registrierungen am Central European Gas Hub (CEGH), Hub Zebrügge, Title Transfer Facility Point (TTF) und dem NetConnect Germany (NCG) – vormals virtueller Handelspunkt der E.ON Gastransport (EGT) – wurde EconGas GmbH 2008 Mitglied der European Energy Exchange (EEX) und der European Energy Derivatives Exchange (ENDEX). Im Oktober 2009 nahm EconGas GmbH Trading-Aktivitäten am britischen National Balancing Point (NBP), am französischen Point d’Echange de Gaz, am deutschen Gaspool und am APX Gas UK auf. 2010 erfolgte die Registrierung am britischen IntercontinentalExchange (ICE).

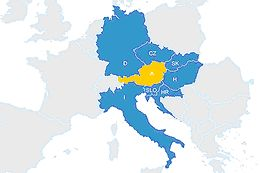
Internationalität